# Neobathymysis japonica
Neobathymysis japonica är en kräftdjursart som beskrevs av Freddy Bravo och Murano 1996. Neobathymysis japonica ingår i släktet Neobathymysis och familjen Mysidae. Inga underarter finns listade i Catalogue of Life.